# Miloš Paunković
Miloš Paunković, en serbe cyrillique Милош Паунковић (né le 23 novembre 1953) est un homme politique serbe. Aux élections législatives de 2008, il a conduit une liste nommée Roms pour les Roms. Cette liste était destinée à défendre les intérêts des Roms de Serbie.
La coalition dirigée par Miloš Paunković a présenté une liste de 72 candidats. Elle a recueilli 5 115 voix, soit 0,12 % des suffrages, ce qui ne lui a pas permis d'obtenir de député à l'Assemblée nationale de la République de Serbie.